# Liste der Bischöfe von Santiago de Cabo Verde
Die folgenden Personen waren Bischöfe von Santiago (Kap Verde):
- Braz Neto, O.F.M. (1533–1538)
- João Parvi (1538–1546)
- Francisco de la Cruz, O.S.A. (1553–1574)
- Bartolomeu Leitão (1574–1587)
- Pedro Brandão, O.Carm. (1588–1608)
- Luis Pereira de Miranda (1608–1610)
- Sebastião de Ascensão, O.P. (1611–1614)
- Manuel Afonso de Guerra (1616–1624)
- Lorenzo Garro (1625–1646)
- Fabio dos Reis Fernandes, O.Carm. (1672–1674)
- Antonio de São Dionysio, O.F.M. (1675–1684)
- Victorino do Porto, O.F.M. (1687–1705)
- Francisco a São Agostinho, T.O.R. (1708–1719)
- José a Santa Maria de Jesus Azevedo Leal, O.F.M. (1721–1736)
- João de Faro, O.F.M. (1738–1741)
- João de Moreira, O.F.M. (1742–1747)
- Pedro Jacinto Valente, O. do Cristo (1753–1774)
- Francisco de São Simão, O.F.M. (1779–1783)
- Cristoforo a São Boaventura, O.F.M. (1785–1798)
- Silvestre Santa Maria, O.F.M. (1802–1813)
- Geronimo do Barco, O.F.M. (1820–1831)
- João Henriques Monis (1845–1847)
- Patrício Xavier de Moura (1848–1859) (auch Bischof von Funchal)
- João Crisóstomo de Amorim Pessoa, O.F.M. (1859–1861) (auch Erzbischof von Goa)
- José Luis Alves Feijo, O.SS.T. (1865–1871) (auch Bischof von Bragança e Miranda)
- José Dias Correia de Carvalho (1871–1883) (auch Bischof von Viseu)
- Joaquim Augusto de Barros (1884–1904)
- António Moutinho (1904–1909) (auch Bischof von Portalegre)
- José Alves Martins (1910–1935)
- Joaquim Rafael Maria d’Assunçâo Pitinho, O.F.M. (1935–1940)
- Faustino Moreira dos Santos, C.S.Sp. (1941–1955)
- José Filípe do Carmo Colaço (1956–1975)
- Paulino do Livramento Évora, C.S.Sp. (1975–2009)
- Arlindo Kardinal Gomes Furtado (seit 2009)